# Primogeniturgesetz
Das sogenannte Primogeniturgesetz vom 8. Juli 1506 beendete das 1255 begonnene Zeitalter der bayerischen Landesteilungen. Herzog Albrecht IV. von Bayern erließ das Hausgesetz über die Unteilbarkeit des bayerischen Herzogtums, das von den Landständen beschworen wurde, und führte die Erstgeburtsordnung ein.

## Inhalt
Das  Primogeniturgesetz vereinigte nach dem Landshuter Erbfolgekrieg das bis dahin in verschiedenen Linien der Wittelsbacher stark zersplitterte Herzogtum Bayern in der Hand Herzog Albrechts IV. und sicherte die Unteilbarkeit dadurch, dass fortan nur noch der erstgeborene Sohn Herzog des gesamten Herzogtums sein sollte.
Albrechts Bruder Wolfgang verzichtete für sich und seine Erben auf eine Mitregierung. Herrschen sollte künftig nur der Erstgeborene, während den jüngeren Söhnen Titel und Rang von Grafen sowie eine jährliche Rente von 4.000 Gulden zugebilligt werden sollte. Dieser Modus hatte trotz des Widerspruchs seines Sohnes Ludwig Bestand und führte nach dem Landshuter Erbfolgekrieg 1503/05 zur Wiedervereinigung Ober- und Niederbayerns, das von da an ungeteilt blieb.
Den Ständen wurde zugesichert, dass künftig jeder Herzog bei der Erbhuldigung ihnen die alten, überlieferten Freiheiten bestätigt. Das Recht, einen Krieg zu führen, sollte nur der Herzog haben, er brauchte dazu aber die Zustimmung der Stände.

## Auswirkungen
Sechs Wochen nach dem Erlass des Gesetzes gab König Maximilian I. seine Zustimmung. Nach dem Tod Herzog Albrechts IV. am 18. März 1508 übernahm dessen ältester Sohn Wilhelm die Regierungsgewalt. Er regierte erst unter Vormundschaft seines Onkels Wolfgang, ab 1511 selbständig mit Leonhard von Eck als seinem führenden Berater. Wilhelms jüngerer Bruder Ludwig X. opponierte, einigte sich jedoch am 14. Oktober 1514 in Rattenberg mit ihm: Wilhelm sollte von München aus die Bezirke der Rentämter München und Burghausen regieren, Ludwig von Landshut aus die Rentämter Landshut und Straubing und damit circa ein Drittel des Herzogtums. Diese Machtaufteilung funktionierte tatsächlich; es gab in Zukunft nur unwesentliche Meinungsverschiedenheiten. Ludwig starb 1545 ohne männliche Erben. Ober- und Niederbayern blieben von da an ungeteilt.
Im Testament von Wilhelms Sohn Herzog Albrecht V. (er regierte 1550–1579) vom 11. April 1578 wurde das Primogeniturgesetz erneut bekräftigt. Lediglich die Bestimmung über die Degradierung der Nachgeborenen zu Grafen wurde durch Nicht-Beachtung faktisch aufgehoben.